# Bello e impossibile
Bello e impossibile (italienisch für „Schön und unmöglich“) ist ein Lied der italienischen Rocksängerin Gianna Nannini aus dem Jahr 1986.
Bello e impossibile wurde am 17. April 1986 als Single bei Arista Records von ihrem siebten Studioalbum Profumo veröffentlicht. Es wurde ein großer Erfolgstitel für die Interpretin Gianna Nannini. Neben Nannini waren Fabio Pianigiani und Conny Plank für Text und Komposition verantwortlich. Bello e impossibile handelt von einer tiefen, intensiven und zugleich unerreichbaren Liebe. Nannini beschreibt diese Liebe als schön und gleichzeitig unmöglich („bello e impossibile“).

## Musikvideo
Im Video zur Single ist Gianna Nannini zu sehen, die mit einem LKW über ein Fabrikgelände fährt und dabei einige attraktive Fabrikarbeiter und -arbeiterinnen passiert. Gedreht wurde das Video von Rudi Dolezal auf dem Gelände der Raffinerie Schwechat. Dolezal sagte später über die Dreharbeiten: „Wir sind einmal fast in die Luft geflogen.“ Als damals starker Raucher hielt er sich zwar an das in der Raffinerie geltende Rauchverbot, allerdings überhitzte sich die eingesetzte Nebelmaschine und fing Feuer.

## Chartplatzierungen
| ChartsChartplatzierungen | Höchstplatzierung | Wochen |
| ------------------------ | ----------------- | ------ |
| Österreich (Ö3)          | 7 (14 Wo.)        | 14     |
| Schweiz (IFPI)           | 7 (12 Wo.)        | 12     |